# Andrzej Sikorski (kolarz)
Andrzej Sikorski (ur. 4 września 1961 w Szczecinie) – polski kolarz torowy, medalista mistrzostw świata, olimpijczyk z Seulu 1988.

## Kariera
Czołowy polski średniodystansowiec lat 80. i 90. XX wieku. Zawodnik klubu WLKS Gryf Szczecin.
Wielokrotny medalista mistrzostw Polski:
- złoty
  - w wyścigu na 4 km na dochodzenie indywidualnie w latach 1983, 1986, 1989
  - w wyścigu na 4 km na dochodzenie drużynowo w latach 1983-1990
- srebrny
  - w wyścigu na 4 km na dochodzenie indywidualnie w latach 1982, 1987, 1988, 1990, 1991
- brązowy
  - w wyścigu na 4 km na dochodzenie indywidualnie w latach 1984, 1985, 1992, 1993

Srebrny medalista mistrzostw świata w wyścigu drużynowym na 4 km na dochodzenie (partnerami byli: Ryszard Dawidowicz, Marian Turowski, Leszek Stępniewski)
Uczestnik mistrzostw świata w latach 1982, 1983, 1985, 1986, 1987, 1989, 1991.
Na igrzyskach w Seulu wystartował w wyścigu drużynowym (partnerami byli: Ryszard Dawidowicz, Joachim Halupczok, Marian Turowski) na 4 km na dochodzenie. Polska drużyna zajęła 7. miejsce.
Żonaty – żona Romualda Anna, córka Anita (1983 r).